# Time Flies (Lied)
Time Flies ist eine Single der britischen Progressive-Rock-Band Porcupine Tree, welche erstmals 2009 auf dem Studio-Album The Incident erschien.

## Daten
Das Lied – geschrieben von Frontmann Steven Wilson – ist das zentrale Stück der 55-minütigen Entwicklung auf der ersten Disc des Albums. Inhaltlich beschäftigt es sich mit dem Älterwerden und dem Phänomen, dass die Zeit beim Altern schneller zu vergehen scheint, wobei der Songtext oft auf Wilsons bisheriges Leben verweist. Das Lied wurde von der Album-Länge von 11:40 Minuten sowohl für die Single-Veröffentlichung als auch für ein Musikvideo verkürzt. Jenes Videoprojekt wurde von Lasse Hoile, welcher schon lange Zeit mit Porcupine Tree zusammen arbeitet, geleitet. Aufgrund eines Fehlers im Mix-Stadium hat die Promo-Single-Edition einen veränderten Drum-Mix, was diese von der Album-Version unterscheidet.

## Titel-Liste
1. „Time Flies (Edit)“ – 5:23

## Besetzung
- Steven Wilson – Gesang, Gitarre, Keyboard
- Richard Barbieri – Synthesizer, Keyboard
- Colin Edwin – Bass-Gitarre
- Gavin Harrison – Schlagzeug